# بطريركية الروم الملكيين الكاثوليك في أنطاكية
بطريركية أنطاكية الملكية الكاثوليكية هي البطريركية السكنية الفعلية الوحيدة في الكنيسة الرومية الملكية الكاثوليكية (الكاثوليكية الشرقية، الطقوس البيزنطية). تم تشكيلها عام 1724 عندما دخل جزء من الكنيسة الأنطاكية الأرثوذكسية في شراكة مع روما، لتصبح الكنيسة الكاثوليكية الشرقية، بينما تستمر بقية البطريركية القديمة. في شركة كاملة مع بقية الكنيسة الأرثوذكسية الشرقية.
اللقب الكامل الحالي لبطريرك أنطاكية للروم الملكيين الكاثوليك هو بطريرك أنطاكية وسائر المشرق والإسكندرية وأورشليم لكنيسة الروم الملكيين الكاثوليك، بما في ذلك البطريركيات الفخرية الأخرى للكنيسة.
رؤيتها الأسقفية هي كاتدرائية سيدة النياح في دمشق، سوريا. كانت زارها بواسطة البابا يوحنا بولس الثاني في عام 2001.
تدعي كنيسة الروم الملكيين الكاثوليك أنها واحدة من خمس كنائس هي استمرار للكنيسة الأصلية. وهكذا، تعتقد كنيسة الروم الملكيين الكاثوليك أنها تعود بوجودها إلى القديس بطرس في خط الخلافة الرسولية المعترف بها من قبل الشرائع الكاثوليكية والأرثوذكسية. هذا الادعاء مقبول من قبل الكرسي الرسولي ولا تتنازع عليه الكنيستان الكاثوليكية الشرقية الأخريان اللتان تدعيان أيضًا النسب من الكرسي الأنطاكي القديم، وهما الكنيسة المارونية والكنيسة السريانية الكاثوليكية، وكلاهما لهما أيضًا بطاركة أنطاكية.

## المقاطعة والأبرشية المناسبة
يتولى البطريرك أيضًا منصب مطران في مقاطعة كنسية فارغة بدون رؤية فعلية، ولا تضم في الواقع سوى أبرشية دمشق المتروبوليتية (للملكيين)/ داماسكو (الإيطالية الكورية) / دمشق / الشام / دمشق غريكوروم ملكيتاروم (لاتيني). مثل البطريركية، في روما يعتمد الأمر فقط على مجمع الكنائس الشرقية.
أثناء شغور منصب البطريركية (مثلما حدث بعد استقالة غريغوريوس الثالث لحام في عام 2017)، يشغل أسقف المجمع الدائم الأعلى رتبة بالرسامة منصب المدير العام لكنيسة الروم الملكيين الكاثوليك.
وفقًا لعام 2014، خدمت رعويًا 3000 كاثوليكي في 8 أبرشيات ورسالة واحدة مع 9 كهنة (6 أبرشية، 3 دينيين)، 3 شمامسة، 33 راهبًا علمانيًا (3 إخوة، 30 أخوات) و10 إكليريكيين.

## بطريركيات الإسكندرية والقدس الفخرية
استمرارًا للبطريركيات الملكية السابقة لتلك الكراسي القديمة، توجد "بطريركيات فخرية"، وهي مع ذلك مجرد ألقاب، منوطة ببطريرك أنطاكية السكني، والتي لها أيضًا نظيراتها السكنية الكاثوليكية:
- اللقب الملكي الكاثوليكي بطريرك الإسكندرية
- اللقب الملكي الكاثوليكي بطريرك القدس

## قائمة بطريرك الروم الملكيين الكاثوليك أنطاكية والإسكندرية والقدس
- كيرلس السادس طناس (ولد في سوريا) (1724.10.01 – الوفاة 1759.07.08)
- أثناسيوس الرابع جوهر (جوهر) (ولد سوريا) الولاية الأولى (1759.07.19 – 1760.08.01)، التالي أبرشية (أسقف) على صيدا من الروم الملكيين (لبنان) (1761) – 1788.05.05)
- مكسيموس الثاني الحكيم (ولد في سوريا)، نظام الشويرية الباسيلية للقديس يوحنا المعمدان (ق.م) (01/08/1760 - الوفاة 15/11/1761)؛ سابقاً أسقف (رئيس أساقفة) حلب الروم الملكيين (سوريا) (1732 – 1760.08.01)
- ثيودوسيوس الخامس دهان (ولد في سوريا)، ق.م. (24.12.1761 - الوفاة 10.04.1788)، مطران (رئيس أساقفة) بيروت سابقاً على بيروت الروم الملكيين (لبنان) (1736 – 24.12.1761)
- أثناسيوس الرابع جوهر الولاية الثانية (انظر أعلاه 05.05.1788 - الوفاة 02.12.1794)
- كيرلس السابع سياج (ولد سوريا) (1794.12.11 - الوفاة 1796.08.06)، رئيس أساقفة بصرى الروم الملكيين سابقاً (سوريا) (1763 – 1794.12.11)
- أغابيوس الثاني مطر (ولد في سوريا)، ب.س. (1796.09.11 – 1812.02.02)، سابقًا الرئيس العام لـ النظام الباسيلي للمخلص الأقدس (بكالوريوس، آباء مخلصيون) (1789 – 1795)، أبرشية (أسقف) صيدا الملكيون اليونانيون (لبنان) (1795 – 1796.09.11)
- إغناطيوس الرابع صروف (ولد سوريا) (1812)
- أثناسيوس الخامس مطر (ولد سوريا) (1813)
- مقاريوس الرابع الطويل (ولد في سوريا) (1813–1815)
- إغناطيوس الخامس القطان (ولد سوريا) (1816–1833)
- مكسيموس الثالث مظلوم (ولد في سوريا) (1833–1855)
- كليمنت باحوث (ولد في مصر) (1856–1864)
- غريغوريوس الثاني يوسف الساير (ولد في مصر) (1864–1897)
- بطرس الرابع الجريجري (ولد في لبنان) (1898–1902)
- كيرلس الثامن جحا (ولد في سوريا) (1902–1916)
  - شاغرة (1916-1919)
- ديمتريوس الأول القاضي (ولد في سوريا) (29 مارس 1919 – 25 أكتوبر 1925)
- كيرلس التاسع مغبغب (ولد في لبنان) (8 ديسمبر 1925 – 8 سبتمبر 1947)
- مكسيموس الرابع الصايغ (ولد في سوريا) (30 أكتوبر 1947 – 5 نوفمبر 1967)
- مكسيموس الخامس حكيم (مصري المولد) (22 نوفمبر 1967 - 22 نوفمبر 2000)
  - جان أسعد حداد المدبر الرسولي (6 حزيران 2000 – 29 تشرين الثاني 2000)
- غريغوريوس الثالث لحام (ولد في سوريا) (29 نوفمبر 2000 – 6 مايو 2017)
  - جان كليمان جنبارت مديرًا (6 مايو 2017 - 21 يونيو 2017)
- يوسف العبسي (ولد في سوريا) (21 يونيو 2017 – حتى الآن)

## الأسقفية المساعدة للكرسي الأنطاكي
- الأسقف المساعد: فرانسوا أبو مخ، ب.س. (1996 – 1998.07.27)
- الأسقف المساعد: إيزيدور بطيخة بكالوريوس. (66) (25/08/1992 – 09/02/2006)
- الأسقف المساعد: جان منصور م.س.ب. (19.08.1980 - 1997)
- الأسقف المساعد: فرانسوا أبو مخ، ب.س. (1978.02.07 – 1992)
- الأسقف المساعد: الياس نجمة، بكالوريوس. (16.08.1971 – 07.02.1978)
- الأسقف المساعد: سابا يواكيم ب.س. (09.09.1968 – 15.10.1970)
- الأسقف المساعد: نقولا الحاج (30.07.1965 – 03.11.1984)
- الأسقف المساعد: نيوفيتوس أدلبي النظام الباسيلي الحلبي (بكالوريوس) (24.12.1961 – 06.03.1968)
- الأسقف المساعد: بيار كامل مدور جمعية مرسلي القديس بولس (م.س.ب) (13 آذار/مارس 1943 – 1969)

## معرض

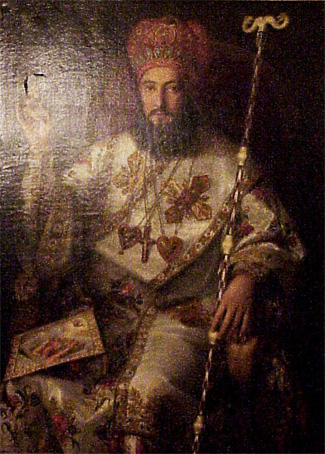
مكسيموس الثالث مظلوم
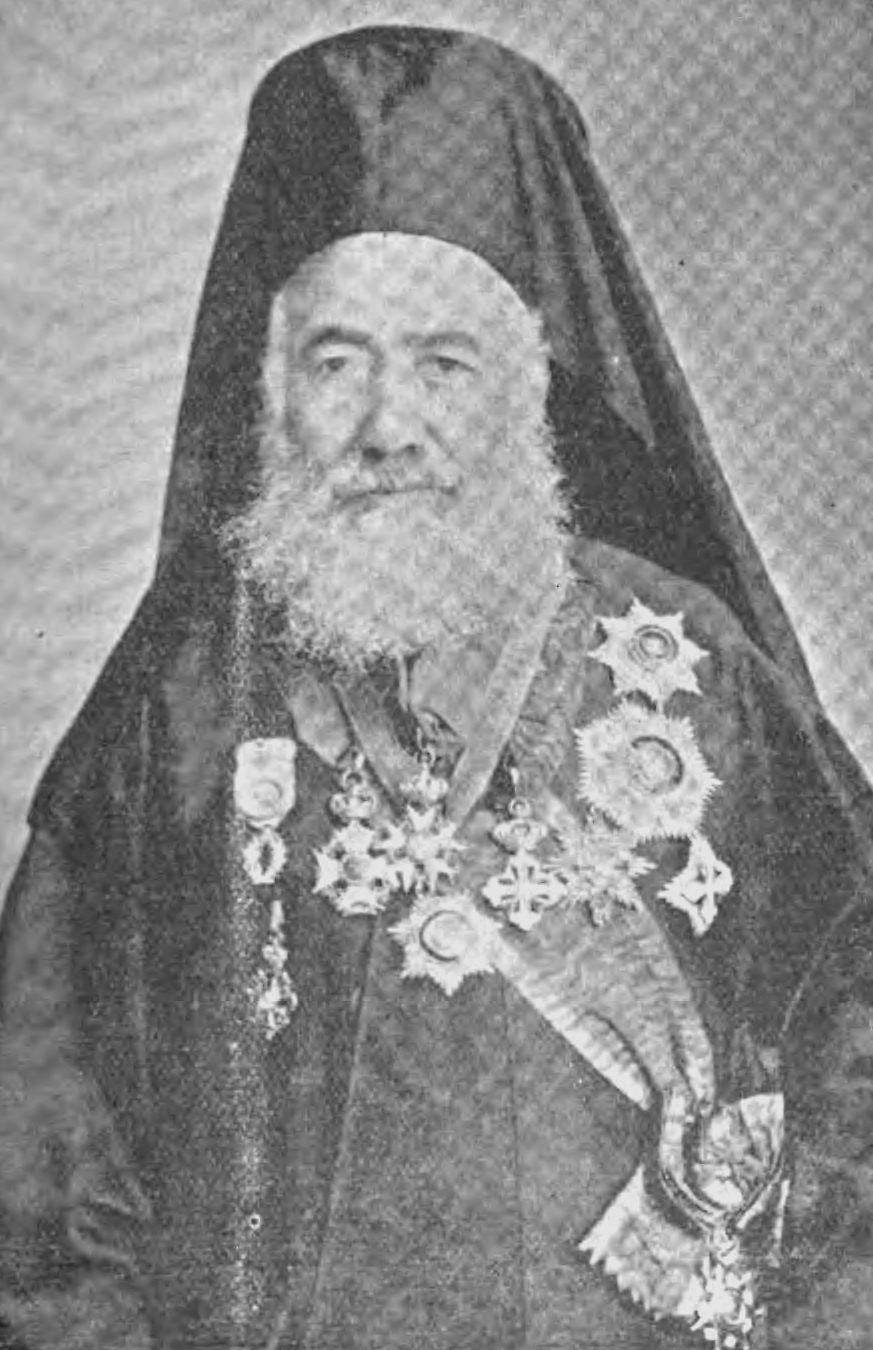
غريغوريوس الثاني يوسف
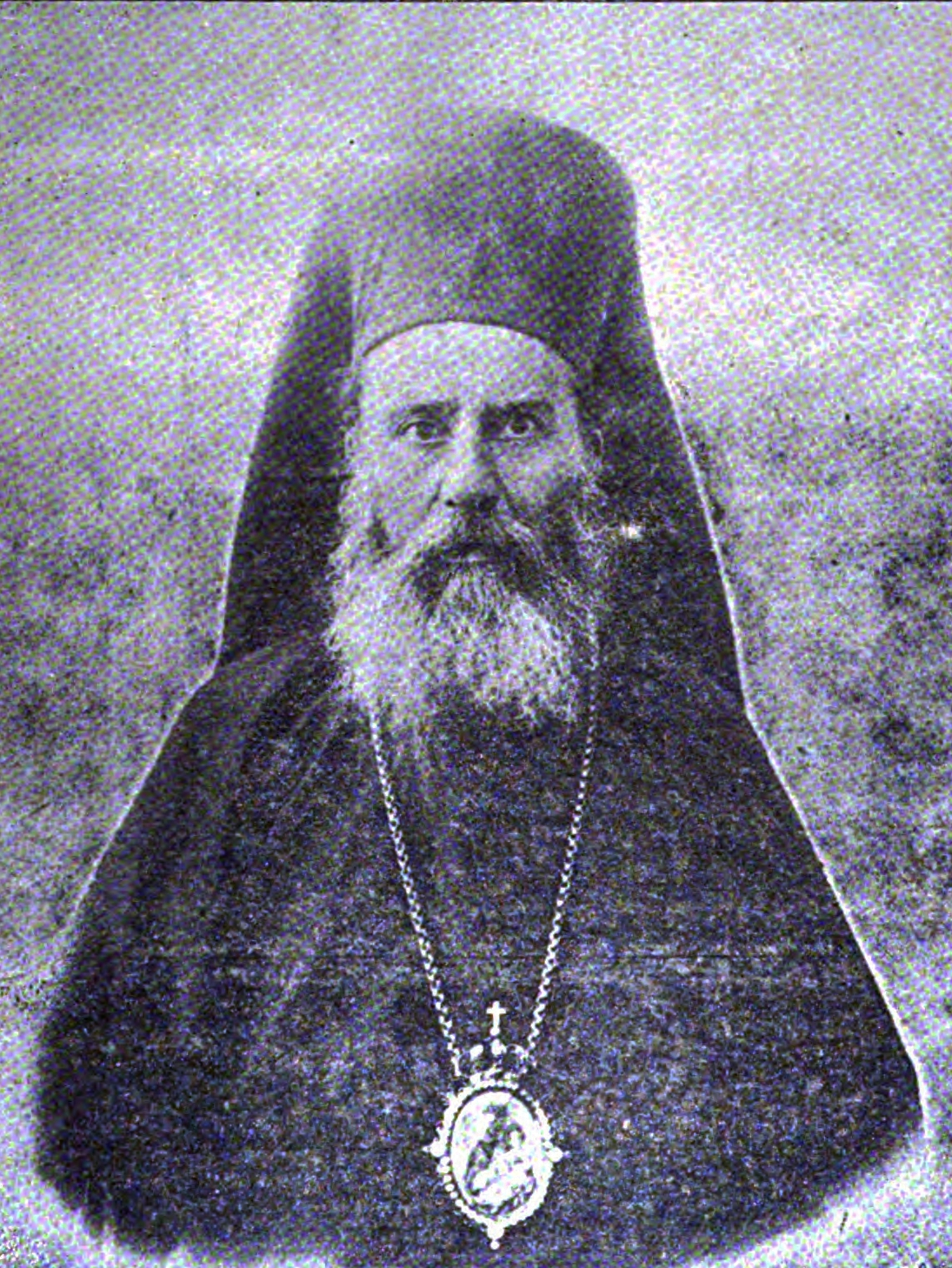
بيتر الرابع جريجيري
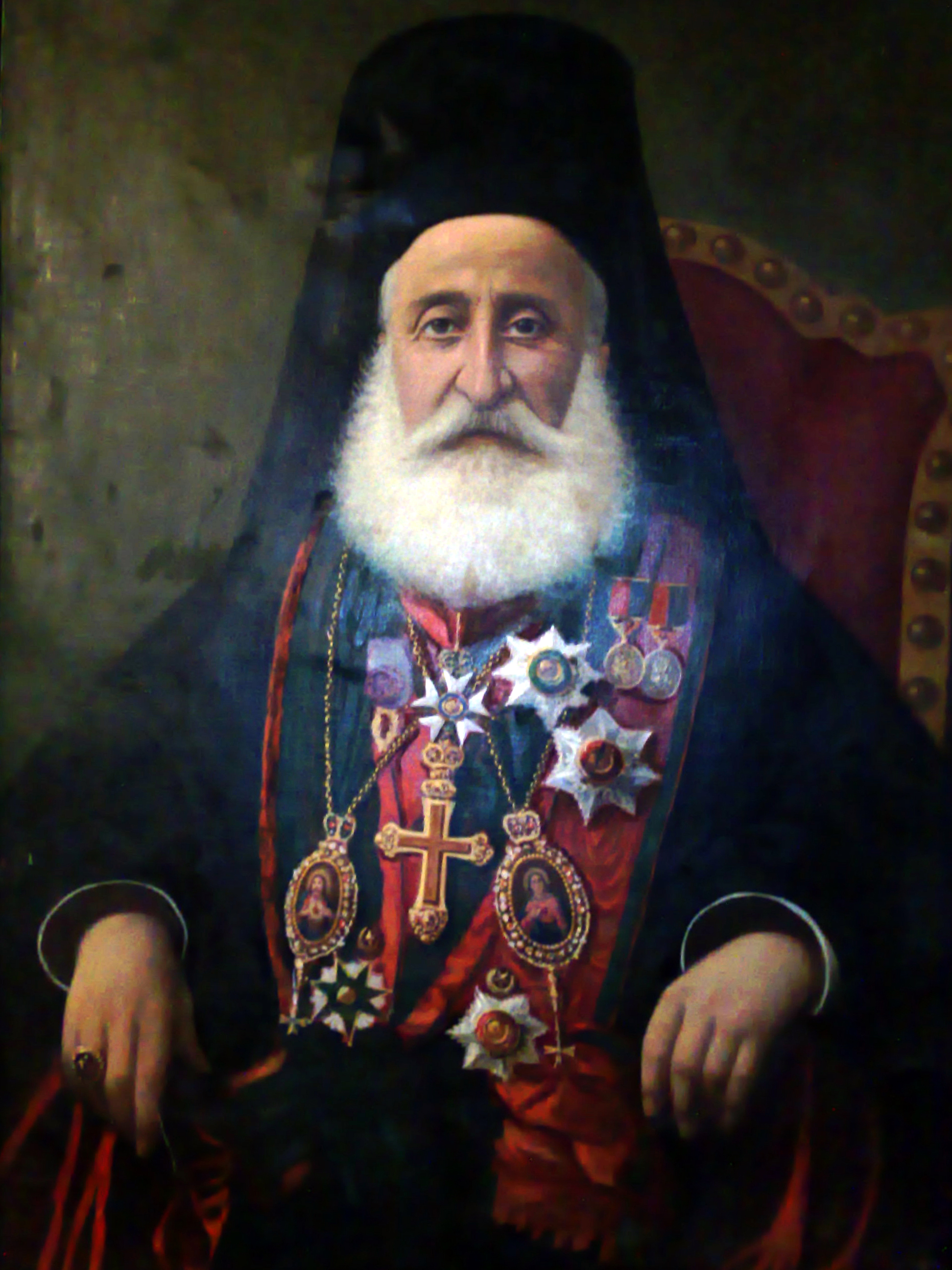
سيريل الثامن جيها
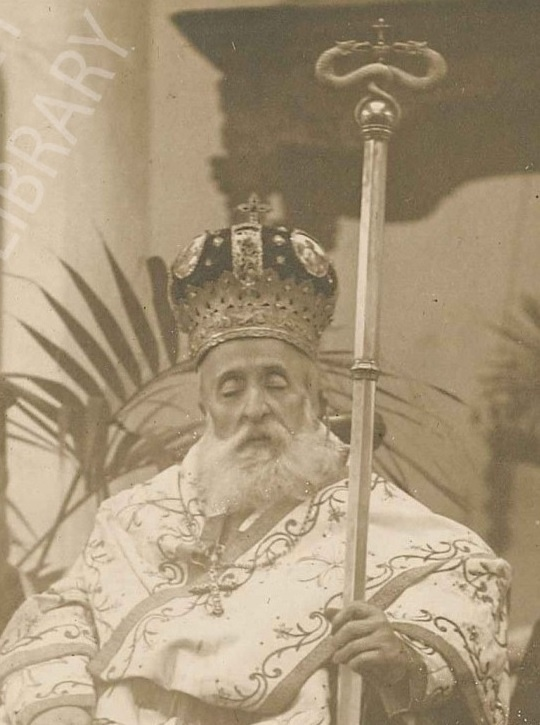
ديمتريوس الأول القاضي
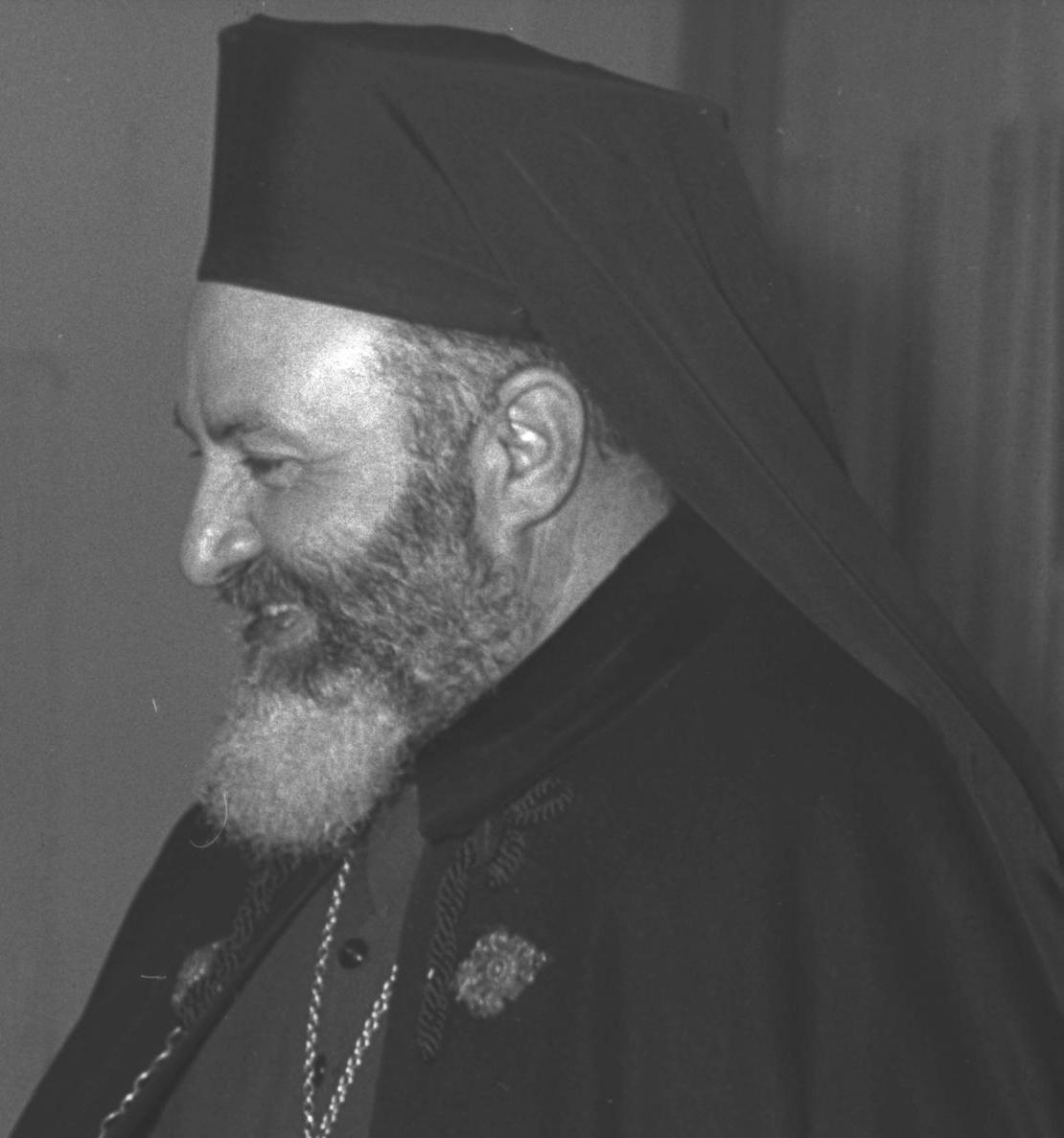
مكسيموس الخامس حكيم
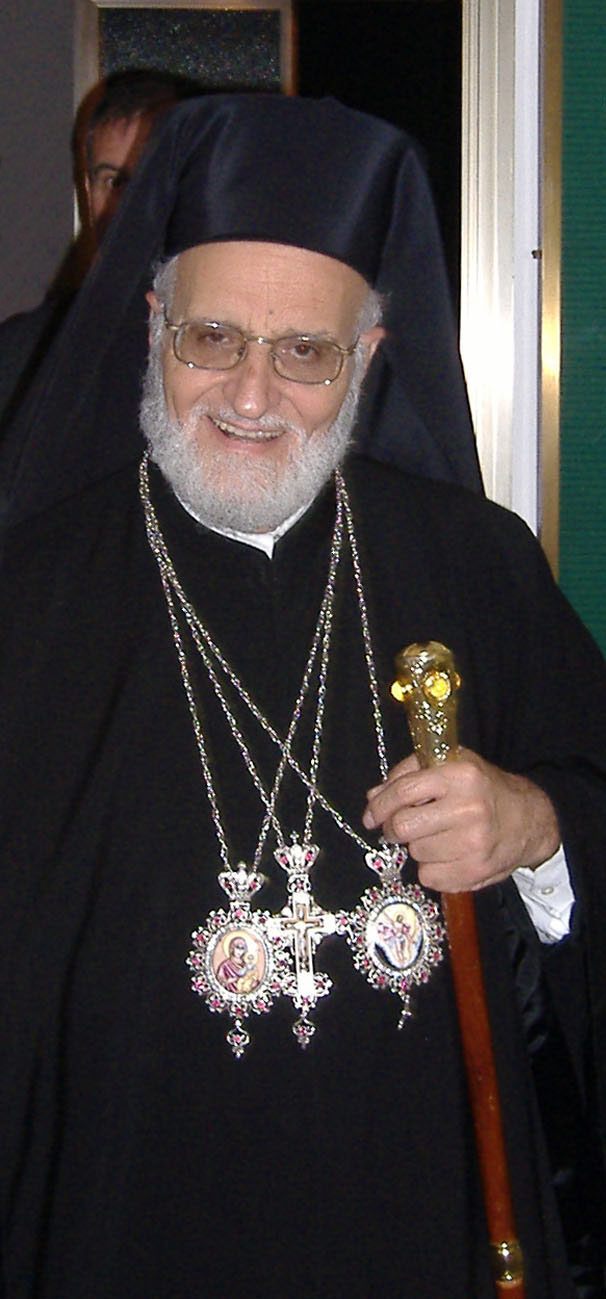
غريغوريوس الثالث لحام
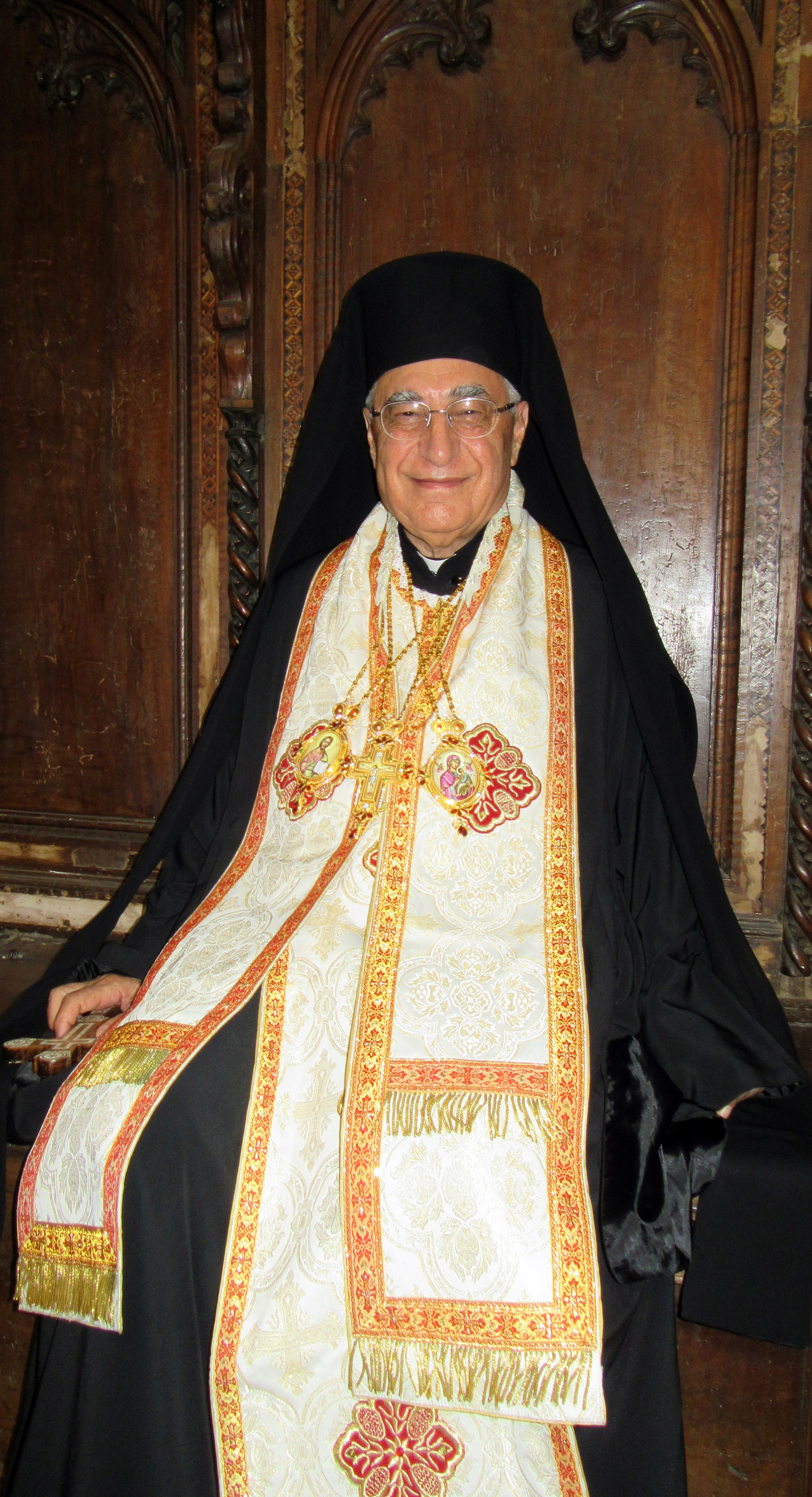
يوسف العبسي

## أنظر أيضاً
- الأبرشية الكاثوليكية المارونية في دمشق
- بطريركية القدس للاتين